# Wenkbrauwral
De wenkbrauwral (Poliolimnas cinereus synoniem: Porzana cinerea) is een vogel uit de familie van rallen (Rallidae).

## Verspreiding en leefgebied
Deze soort komt voor van Maleisië en de Filipijnen tot noordelijk Australië.